# Arieș
Der Arieș (ungarisch Aranyos; deutsch selten Goldfluss) ist ein Fluss im Westen Siebenbürgens in Rumänien.

## Flussverlauf
Im Bihor-Gebirge (Munții Bihorului) entspringen die beiden Quellflüsse Arieșul Mare (Großer Arieș) und Arieșul Mic (Kleiner Arieș) auf dem Gebiet der Gemeinden Arieșeni (in ca. 1150 m Höhe) bzw. Avram Iancu (in ca. 1500 m Höhe), nördlich bzw. südlich des Curcubăta-Mare-Gipfels (46° 26′ N, 22° 41′ O, 1849 m).
Entlang des Arieșul Mare befinden sich die Gemeinden Arieșeni, Gârda de Sus und Albac, am Arieșul Mic die Gemeinden Avram Iancu und Vidra. Beide Quellflüsse vereinigen sich im Mihăiești-See (46° 22′ N, 23° 1′ O), westlich der Kleinstadt Câmpeni (Topesdorf). Von hier an – im historischen Motzenland – fließt der Arieș zunächst in einem engen Tal zwischen den Gebirgen Muntele Mare im Norden und Trascău im Süden, ostwärts. Bei Turda (Thorenburg) erreicht der Fluss das Siebenbürgische Becken und wendet sich südostwärts, um nach insgesamt 164 Kilometer in ca. 260 Meter Höhe bei Gura Arieșului (ung. Vajdaszeg) – ein eingemeindetes Dorf der Gemeinde Lunca Mureșului (Schaufeldorf) – in den Mureș (Mieresch) zu münden.
Der Arieș fließt im Norden des Kreises Alba und im Süden des Kreises Cluj.

## Einzugsgebiet
Das Einzugsgebiet des Arieș umfasst etwa 3000 Quadratkilometer und umfasst 36 Bäche und Flüsse. 1542 km² davon liegen auf dem Gebiet des Kreises Cluj. Nach den Schluchten von Buru, zwischen Moldovenești (Burgdorf) und Cornești (ung. Magyarszarvaskend), fließen mehr als fünf Kubikmeter Wasser pro Sekunde. Eine mehrjährige Abflusskontrolle bei Turda hat eine Durchschnittsmenge von 25,63 m³/s ergeben.

### Orte
Weitere Orte am Arieș sind u. a. Sălciua (Sundorf), Mihai Viteazu (ung. Szentmihály), Luna (Lone) und Luncani (Neusatz, ein Dorf der Gemeinde Luna).

### Nebenflüsse
Weitere rechte Nebenflüsse des Arieș sind: Valea Luteștilor, Mușcan, Șesei, Cioara, u. a.; linke Nebenflüsse sind: Bistra, Bistrișoara, Ocoliș, Ocolișel, Hășdate, Valea Racilor, Pârâul Florilor, Valea Largă u. a.

### Straßen
Die Nationalstraße (Drum național) DN 75 verläuft entlang des Arieșul Mare ab Arieșeni bis Mihăiești – dem eingemeindeten Dorf der Gemeinde Bistra (Bistrau) – und weiter am Arieș bis Turda (Kr. Cluj). Von Turda bis Luncani, ca. vier Kilometer (Luftlinie) nördlich der Mündung des Arieș, führt die Europastraße 60.

### Ökologische Zwischenfälle
Die Bergwerke und Industrieanlagen im Einzugsgebiet des Arieș entnehmen den Flüssen viel Wasser und leiten es nachträglich mit giftigen Stoffen versetzt in diese wieder zurück. So wurden zum Beispiel im Dezember 1999 aus einem Bergwerk der Kleinstadt Baia de Arieș (Offenburg), mehrere Tausend Kubikmeter cyanidhaltiges Wasser in den Arieș geleitet. Im März 2009 wurde ein Zwischenfall mit einer Ölverschmutzung bei Câmpeni festgestellt. Im April 2010 wurde durch den Zusammenbruch eines 1968 stillgelegten Bergwergs von Roșia Montană (Goldbach) im Fluss Abrud auf dem Areal der Gemeinde Bucium, erneut eine Verunreinigung des Arieș verursacht.

## Namen und Etymologie
Der Name des Flusses geht möglicherweise auf die lateinische Bezeichnung Aureus (etwa „goldener Fluss“) zurück. Diese könnte auf dem relativ hohen Gehalt an Mineralien (u. a. Gold) beruhen.
Die Herkunft des rumänischen Flussnamens vom ungarischen Flussnamen Aranyos (= goldig, goldhaltig; ung. „arany“ = Gold) ist eine alternative Erklärung.